# Dol-Suha
Dol-Suha – wieś w Słowenii, w gminie Rečica ob Savinji. W 2018 roku liczyła 165 mieszkańców.